# McIver Women’s Baths

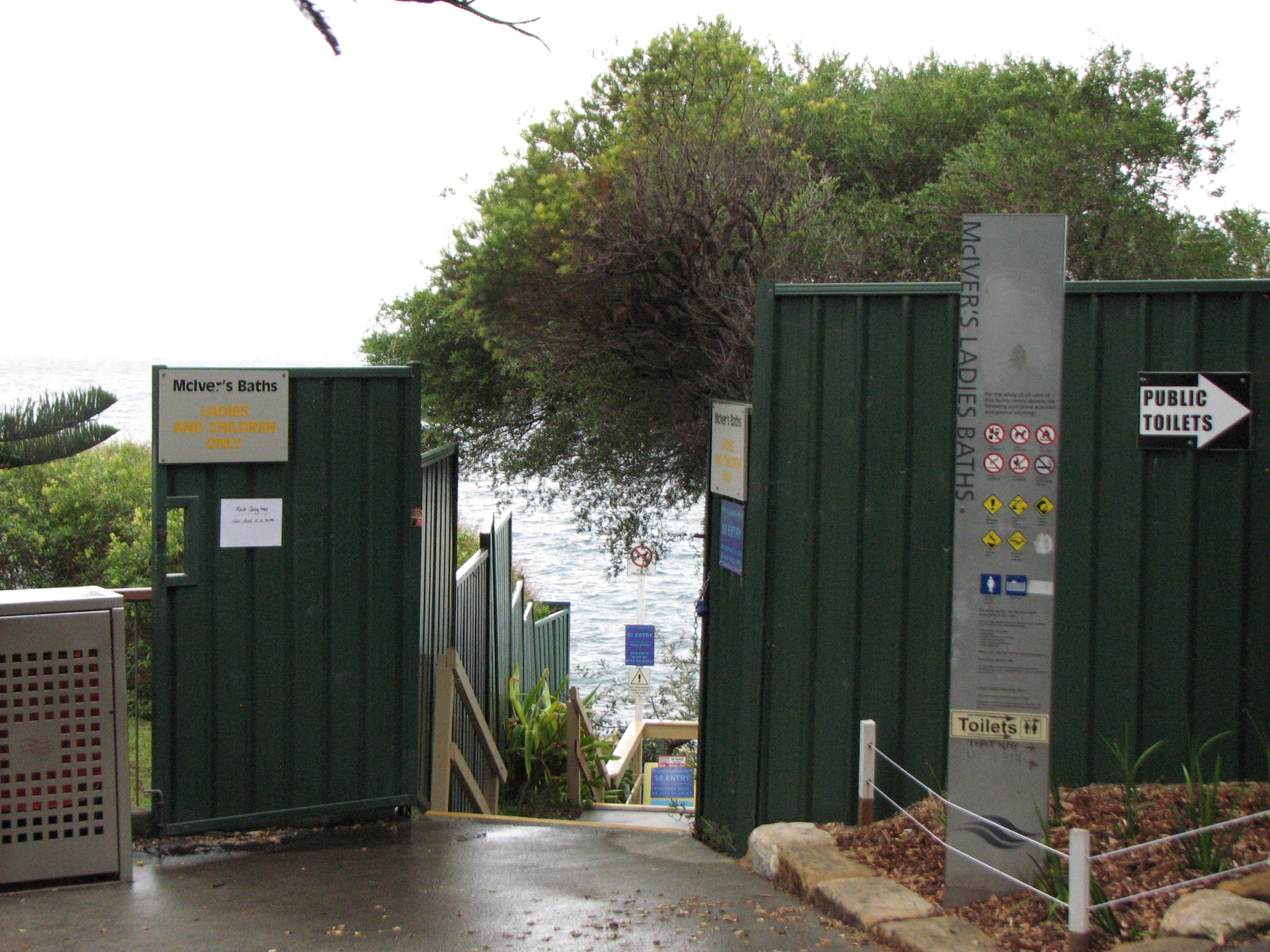
Eingang zum Bad

Das McIver Women’s Baths, auch McIver Baths oder Coogee Women’s Pool genannt, ist ein am südlichen Strand von Coogee in New South Wales  gelegenes, denkmalgeschütztes Schwimmbecken. Dieser Rockpool blickt als eines der ersten Frauenschwimmbäder Australiens auf eine lange Historie zurück.
Bis zum heutigen Tag werden nur Frauen mit ihren Kindern weiblichen Geschlechts in dieses Bad gelassen, Jungen ist der Zutritt bis ins Alter von 13 Jahren nur in Begleitung ihrer Mütter möglich.
Das Schwimmbad ist seit November 2011 in die Denkmalschutzliste von New South Wales eingetragen.

## Lage
Der Rockpool ist auf einer felsigen Plattform im Süden des Coogee-Strands gegründet und wird von Betonmauern begrenzt. Hinter dem 33 Meter langen Schwimmbad ragt eine Felsklippe empor, über die eine Treppenanlage mit Handläufen einen Zugang auch für ältere Damen bis an das Schwimmbecken ermöglicht. Das Schwimmbad kann zwar von der Brandung überflutet werden, allerdings ist die Wassertiefe im gesamten Bad  niedrig, so dass Nichtschwimmerinnen es nutzen können. In der Nähe des Schwimmbads gibt es am Strand von Coogee weitere Rockpools. Es sind dies der Ross Jones Memorial Pool, Mahon Pool und das Wylie’s Baths. Diese Bäder sind für beide Geschlechter uneingeschränkt zugänglich, eines davon liegt lediglich 450 Meter vom McIver Women’s Baths entfernt.

## Geschichte
Bereits die Aborigines der Eora nutzten das Strandgebiet zum Fischfang, Baden und zur Erholung, wobei der südliche Strandabschnitt den Frauen und der nördliche den Männern vorbehalten war.
Das erste öffentliche Bad in Australien wurde im Jahr 1826 als Männerbad eröffnet. Die ersten Frauenbadehäuser entstanden in Australien in den 1830er Jahren. Das Gebiet, in dem sich der Rockpool befindet, wurde bereits in den 1830er Jahren von europäischen Siedlerfrauen zum Baden genutzt.
Erbaut wurde das McIver Women’s Baths von 1876 bis 1886. Generationen von Frauen suchten dieses Bad auf: Es waren dies Mütter mit ihren Kindern, ältere Frauen, auch behinderte Frauen und Frauen aus islamischen und katholischen Gemeinschaften. Das Randwick Council, das dieses Bad als öffentliche Einrichtung verwaltete, eröffnete es im Jahr 1876 als Frauenschwimmbad.
Dieses Bad nutzten auch Fanny Durack und Mina Wylie, die am ersten olympischen Schwimmwettbewerb im Freistilschwimmen der Frauen über 100 Meter im Jahr 1912 in Oslo teilnahmen. Fanny Durack gewann die Goldmedaille und Mina Wylie die Silbermedaille. Dies waren die ersten Olympiamedaillen für australische Schwimmerinnen überhaupt.
Im Jahr 1918 wurde das Schwimmbad privatisiert und es ging auf Robert und Rose McIver über. 1923 übernahm es der Coogee Ladies Amateur Swimming Club, der es bis heute verwaltet.

## Sonstiges
Im Jahr 1995 bezog sich ein Einwohner von Coogee auf eine Rechtsverordnung, den Anti-Discrimination Act 1977, die eine Geschlechtertrennung in öffentlichen Einrichtungen in New South Wales untersagt. Die damalige Regierung wandte daraufhin diese Verordnung nicht auf das McIver Women’s Baths an. Als im Jahr 2010 ein Mann das Schwimmbad betreten hatte und angab, dass er ein Transgender sei, musste er es wieder verlassen.
Dieses Schwimmbad ist einer der wenigen Rockpools in Australien, die einen Eintritt erheben. Er ist allerdings mit 20 Cent je Person gering.